# Tenagometra
Tenagometra is een geslacht van wantsen uit de familie van de Gerridae (schaatsenrijders). Het geslacht werd voor het eerst wetenschappelijk beschreven door Raymond Alfred Poisson in 1949.

## Soorten
Het genus bevat de volgende soorten:

- Tenagometra hirsuta (Poisson, 1949)
- Tenagometra lanuginea (Poisson, 1949)